# Dębno (Poznań)
Pour les articles homonymes, voir Dębno.
Dębno (prononciation : [ˈdɛmbnɔ]) est un village polonais de la gmina de Stęszew dans le powiat de Poznań de la voïvodie de Grande-Pologne dans le centre-ouest de la Pologne.
Il se situe à environ 3 kilomètres au nord-est de Stęszew (siège de la gmina) et à 19 kilomètres au sud-ouest de Poznań (siège du powiat et capitale régionale).

## Histoire
De 1975 à 1998, le village faisait partie du territoire de la voïvodie de Poznań.
Depuis 1999, Dębno est situé dans la voïvodie de Grande-Pologne.
Le village possède une population de 820 habitants.